# Eva Bartok
Pour les articles homonymes, voir Bartok.
Eva Bartok, née Éva Ivanova Márta Szőke le 18 juin 1927 à Kecskemét, Pest-Pilis-Solt-Kiskun dans le Royaume de Hongrie et morte le 1er août 1998 à Londres, Angleterre, est une actrice britannique d'origine hongroise. Elle a joué dans plus de 40 films hongrois, allemands, italiens, britanniques, américains et israéliens, même si elle est également connue pour sa vie maritale ou sentimentale avec Alexander Paal, Curd Jürgens, Frank Sinatra ou David Mountbatten, 3e marquis de Milford Haven, qui a défrayé la chronique,.
Son tout premier film est Un prophète des champs (1947), un film hongrois de Frigyes Bán, mais elle est révélée internationalement avec Le Corsaire rouge (1952) de Robert Siodmak aux côtés de Burt Lancaster. Elle s'illustre dans Le Maître de poste (1955) de Josef von Báky d'après la nouvelle de Pouchkine, le film à suspense Douze Heures d'horloge (1959) de Géza von Radványi avec Lino Ventura et Laurent Terzieff, les comédies d'espionnage C'est pas toujours du caviar (1961) et Caviar sur canapé (1961) et surtout dans Six Femmes pour l'assassin (1964), le premier giallo de Mario Bava.
Elle arrête le cinéma en 1966 et s'oriente vers l'enseignement de la philosophie de l'association spirituelle internationale Subud.

## Biographie
Éva Ivanova Márta Szőke est née à Kecskemét, dans le Royaume de Hongrie, d'un père juif et d'une mère catholique,. Dans sa jeunesse, elle se produit dans des théâtres scolaires dès l'âge de six ans, puis lors d'événements caritatifs et pour les soldats blessés pendant la Seconde Guerre mondiale.

### Seconde Guerre mondiale et mariage avec un Nazi
Après le déclenchement de la guerre, son père reste à Budapest. Bartok et sa mère s'installent à Kecskemét, au sud de la ville, où sa mère a de la famille. Son père leur rendait visite le dimanche, mais il a ensuite disparu sans laisser de traces pendant la période nazie. Pour éviter d'être persécutée en tant que fille d'un père juif, Bartok, adolescente de 15 ans, est contrainte de se protéger en épousant Géza Kovács, un officier hongrois nazi. Kovács disparaît après la Bataille de Budapest (1944-1945) qui voit les forces soviétiques et roumaines vaincre les soldats nazis de la Wehrmacht. Bartok réussit à faire annuler son mariage pour contrainte sur mineur,.

### Après-guerre et départ de Hongrie

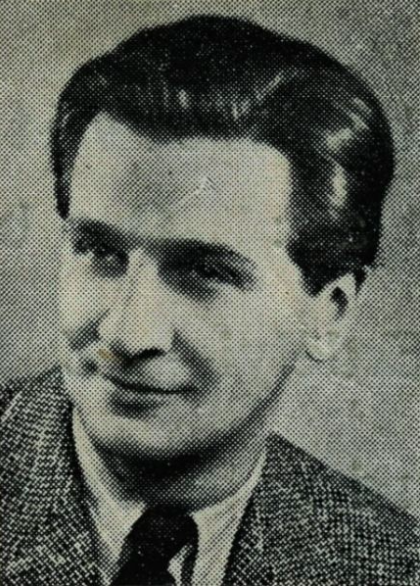
Frigyes Bán lui offre son premier rôle au cinéma dans Un prophète des champs (1947), financé par le Parti national paysan.

Après la fin de la Seconde Guerre mondiale, Bartok décide d'entrer de devenir actrice et passe avec succès un examen au Centre d'art dramatique de Budapest. L'un des examinateurs est le directeur du célèbre théâtre Belvárosi Szinház (hu), et il est suffisamment impressionné pour offrir à Bartok, en 1945, un contrat de trois ans. Elle fait ses débuts professionnels dans une représentation de A Conway család (Time and the Conways) de J. B. Priestley, qui reste à l'affiche du Belvárosi Szinház pendant trois mois. Elle se produit également au Nemzeti Kamara en 1947. Elle joue ensuite dans Új Isten Thébában (Le Nouveau Dieu de Thèbes) de Gáspár Margit en 1946, puis dans le drame Hullámzó vőlegény d'Áron Tamási en 1947, dans Androkles és az oroszlánok (Androcles and the Lion) de George Bernard Shaw, et dans A tisztességtudó utcalány (La Putain respectueuse) de Jean-Paul Sartre.
Elle apparaît pour la première fois devant la caméra dans le film hongrois Un prophète des champs (1947) de Frigyes Bán, tourné au Hunnia Filmgyár avec le soutien du Parti national paysan, il est adapté du roman populiste d'Áron Tamási. En raison de luttes politiques intestines, le film n'est jamais sorti en Hongrie. Ne se sentant pas à l'aise dans la nouvelle République populaire de Hongrie, elle contacte le producteur hongrois Alexander Paal, installé à Hollywood et ami de son père, pour son départ du pays. Paal arrange alors un mariage blanc et l'emmène à Londres. Leur mariage est annulé en 1951. Plus tard, Bartok a pu faire sortir clandestinement sa mère de Hongrie, en passant par l'Autriche et l'Allemagne de l'Ouest, pour finalement l'installer en France.

### Débuts en Angleterre et en Italie
En tant que l'un des producteurs, Paal a pu faire en sorte que Bartok apparaisse dans le film dramatique de coproduction britannico-italienne L'Inconnue des cinq cités. Le film est tourné en 1948, mais en raison de difficultés financières, il ne sort qu'en 1951. Comme son nom de famille « Szőke » pouvait être un obstacle pour sa popularité auprès du public occidental, elle prend le nom de scène « Bartok », en référence au célèbre compositeur hongrois Béla Bartók. Après avoir divorcé de Paal, Eva est présentée par la communauté hongroise expatriée à son compatriote Alexander Korda, qui s'arrange pour lui faire passer un contrat avec London Films ; elle reçoit un petit salaire de 80 livres sterling par mois et a l'occasion d'auditionner pour les différents projets de films du studio. Parallèlement, elle prend des cours d'anglais. Sur les conseils de l'agent de publicité théâtrale William Wordsworth (qui deviendra plus tard son troisième mari), elle attire l'attention en assistant à des premières théâtrales. Comme elle n'avait pas beaucoup d'argent, elle confectionnait elle-même la plupart de ses robes, montrant ainsi qu'elle savait faire beaucoup avec peu.
Bartok attire l'attention d'un producteur de théâtre italien qui se trouvait à Londres à la recherche d'une actrice anglaise. Il lui propose de rejoindre sa troupe à condition qu'elle apprenne suffisamment d'italien en trois semaines pour interpréter un monologue dans un spectacle de variétés comprenant du chant, de la danse, des comédiens, des magiciens, des acrobates et des numéros inédits. Avec l'autorisation de Korda, Bartok s'envole pour Rome afin de participer aux répétitions du spectacle avant sa première en décembre 1951 au Teatro Manzoni de Milan. Le spectacle est un succès et, au cours des quatre mois suivants, des représentations ont lieu à Florence, Venise, Gênes et dans d'autres villes, pour se terminer par une représentation de six semaines à Rome, au Teatro Quirino.
En 1951, L'Inconnue des cinq cités sort enfin au Royaume-Uni. Il est visionné par l'acteur-producteur américain Burt Lancaster et le réalisateur allemand Robert Siodmak, qui étaient en visite en Angleterre et cherchaient une actrice pour donner la réplique à Lancaster dans le rôle de Consuelo, son intérêt romantique, dans la prochaine production de la comédie d'aventures Le Corsaire rouge. Elle y incarne la rebelle Consuela, la fille d'un révolutionnaire. Impressionnés par la prestation et l'apparence de Bartok, ils lui envoient un télégramme en Italie pour lui demander de participer à un essai. Bartok, qui avait déjà subi d'innombrables auditions infructueuses, réponds : « Pas d'essai. Envoyez le scénario. » À sa grande surprise, on lui propose le rôle et on lui demande de se présenter pour le tournage sur l'île d'Ischia. Au total, elle a passé plus de trois mois à travailler sur le projet.

### Vedette européenne

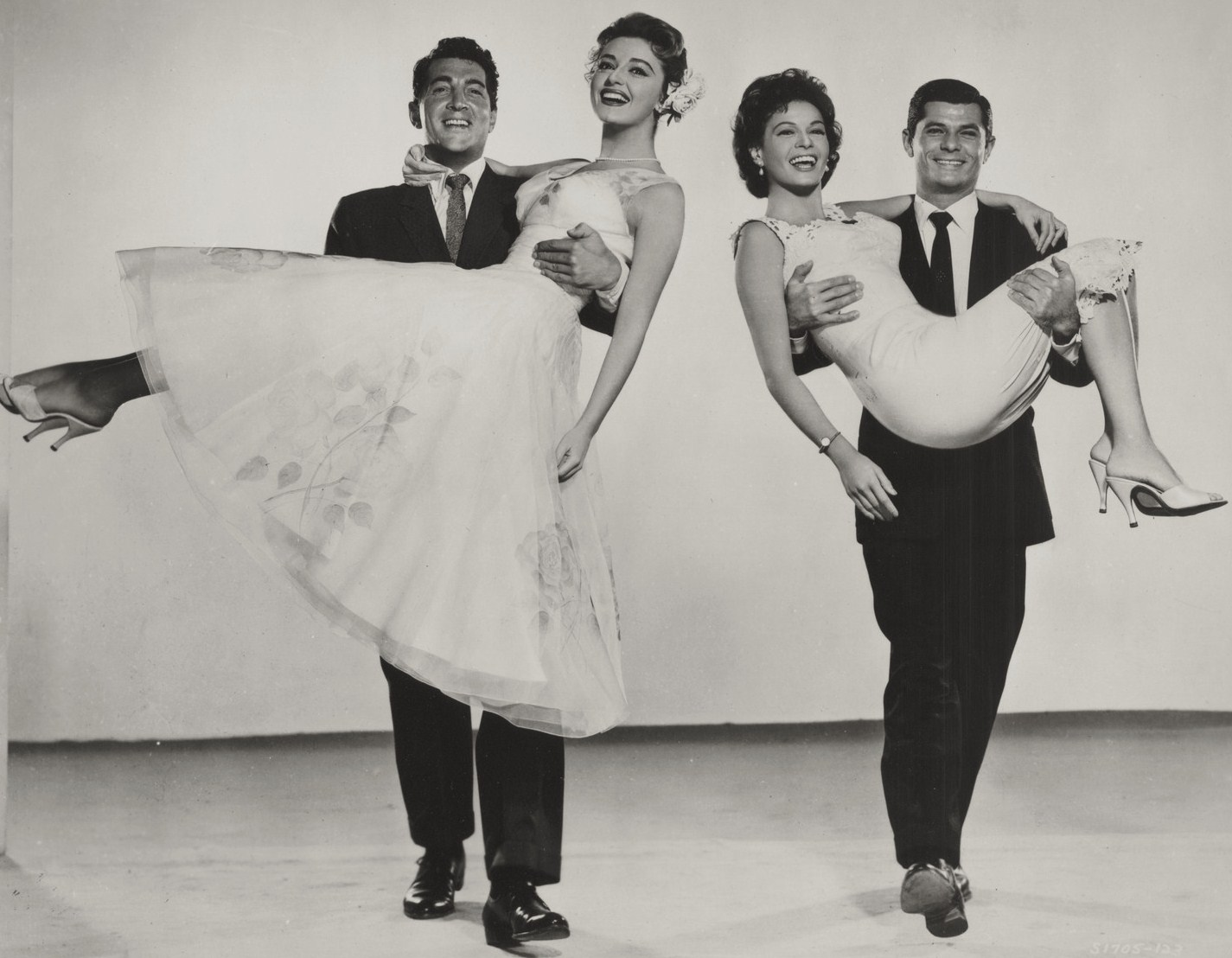
Dean Martin, Anna Maria Alberghetti, Eva Bartok et Dewey Martin, dans Dix Mille Chambres à coucher (1957, photo promotionnelle).

Le succès du Corsaire rouge lui vaut de nombreuses propositions de rôles, dont de nombreux films allemands et autrichiens. En 1953, Bartok tourne son premier film allemand, Cirque d'amour (de) de Kurt Neumann, aux côtés de l'acteur Curd Jürgens. Leur complicité à l'écran les incite à multiplier les collaborations, qui se succèdent rapidement : La Dernière Valse (de) (1953) d'Arthur Maria Rabenalt, Les Chevaux de mon père (de) (1954) de Gerhard Lamprecht, ou Orient-Express (1954) de Carlo Ludovico Bragaglia.
En 1955, Bartok joue sur scène dans The Lovers, à l'Opera House de Manchester, en Angleterre. Mis en scène par Sam Wanamaker, il s'agit d'une adaptation et d'une traduction du roman d'Émile Zola, Thérèse Raquin, par Marcelle Maurette. En 1955-56, Bartok est en couple avec Curd Jürgens. Ce dernier réalise en 1956 Les Drogués, dans lequel elle incarne Gina, qui tente de guérir son mari de sa dépendance à la morphine, mais qui finalement risque de devenir elle-même morphinomane pour rester auprès de lui. En 1957, Bartok apparaît dans la comédie musicale Dix Mille Chambres à coucher, aux côtés de Dean Martin. Le film est tourné en Italie et à Hollywood, et elle réside pendant un certain temps à Los Angeles. Dans Opération Amsterdam (1959), elle est Anna, une résistante des forces de sécurité néerlandaises qui va tenter de récupérer des diamants pour qu'ils ne tombent pas aux mains de l'occupant allemand. Le film est basé sur des faits réels,.
Après cette production, elle va tourner plusieurs films avec son compatriote hongrois Géza von Radványi : le film de guerre Le Médecin de Stalingrad (1958), où elle interprète Alexandra Kasalinskaja, une médecin soviétique qui voue une haine profonde pour le prisonnier nazi Curd Jürgens, rescapé de la bataille de Stalingrad, le film à suspense Douze Heures d'horloge (1959) sur une idée de Boileau et Narcejac avec Lino Ventura et Laurent Terzieff, ainsi que les comédies d'espionnage C'est pas toujours du caviar (1961) et Caviar sur canapé (1961) où elle incarne Vera, un agent de la Gestapo déguisé en nonne. Elle impressionnait surtout en tant que beauté racée et séduisante aux cheveux noirs, tandis que les rôles tragiques comme celui de Dunja dans la nouvelle adaptation cinématographique du Maître de Poste de Pouchkine étaient pour elle une exception.

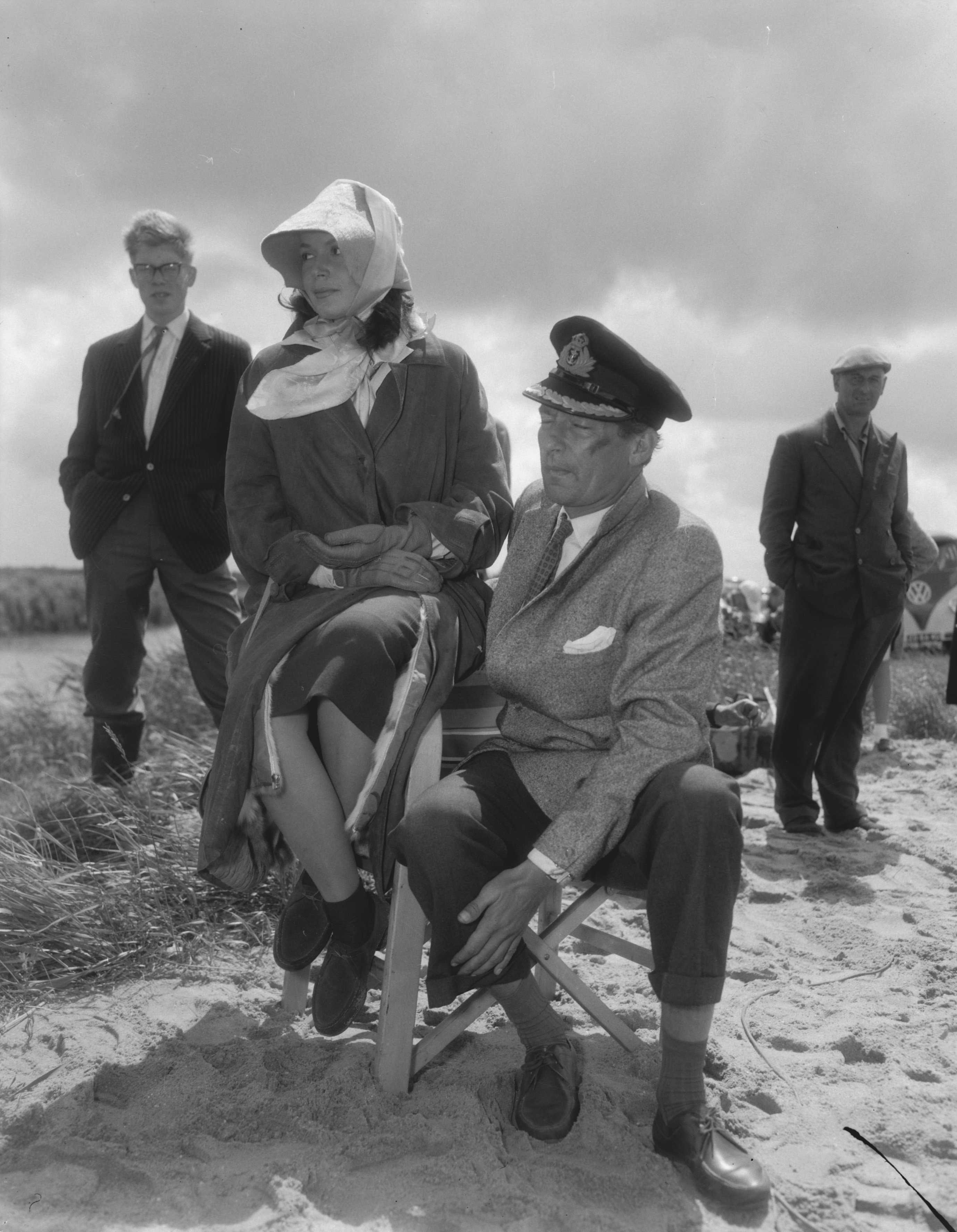
Avec Peter Finch sur le plateau dOpération Amsterdam (1959).

En 1964, elle incarne la comtesse Cristina Cuomo, la directrice de l'établissement d'une maison de haute couture à Rome qui découvre l'un de ses mannequins assassinés dans une armoire. Il s'agit du film Six Femmes pour l'assassin de Mario Bava qui sera l'un des films les plus connus de l'actrice et couronnera sa carrière. Durant le tournage, sa collègue Lea Lander se souvient que Bartok gardait ses distances avec le reste de l'équipe, qu'elle avait sa propre salle de maquillage et que les acteurs et l'équipe devaient souvent l'attendre sur le plateau. À sa sortie et au cours des décennies suivantes, le film est reconnu comme un titre séminal de l’histoire du cinéma criminel et l'acte de naissance du giallo avec une mise en scène haute en couleurs contrastées et la mise en vedette d'un meurtrier en série, vêtu d'un chapeau, d'un masque et d'un imperméable mackintosh sombre, avec une arme brillante dans sa main gantée de noir. Le film a inspiré de nombreux cinéastes, de Martin Scorsese à Pedro Almodóvar. Le magazine Nocturno écrit : « Étant un film qui codifie un genre, Six femmes pour l'assassin semble aujourd'hui largement déjà vu : de la robe de la meurtrière à la sérialité des meurtres, tout a été absorbé et parfaitement digéré par des cinéastes ultérieurs ».
En 1965, elle fit une apparition au Theater des Westens de Berlin-Charlottenbourg dans le rôle de Venus dans l'opérette Frau Luna de Paul Lincke. Bartok a met fin à l'âge de 39 ans à sa carrière cinématographique avec une production israélienne en 1966, Sabina V'Hagvarim (he) (litt. « Sabina et les hommes ») de Peter Freistadt (he).

### Membre de la secte Ubud
Bartok est initiée à la philosophie de la secte Subud alors qu'elle était soignée pour un cancer des ovaires à la fin des années 1950. Alors que sa carrière décline au milieu des années 1960, elle s'engage de plus en plus auprès de la secte et finit par passer trois ans à étudier avec elle près de Djakarta, en Indonésie, puis à enseigner sa philosophie dans une école qu'elle ouvre à Honolulu, à Hawaï.

### Dernières années et mort
En 1955, Bartok publie un roman, Fighting Shadows, et en 1959, une autobiographie, Worth Living For.
En 1970-1980, elle a vécu à Hawaï, en 1980-1983, à Los Angeles avec son cinquième mari Dag Moline, puis elle est retournée en Europe .
Il existe peu d'informations sur les dernières années d'Eva Bartok. Au milieu des années 1990, elle vivait et travaillait apparemment sous le nom d'Eva Jurgens dans un petit hôtel londonien du quartier de Paddington à Londres.
Elle meurt d'une insuffisance cardiaque le 1er août 1998 à l'hôpital St. Charles de Londres, à 71 ans.

## Vie privée
Eva Bartok fut mariée à:

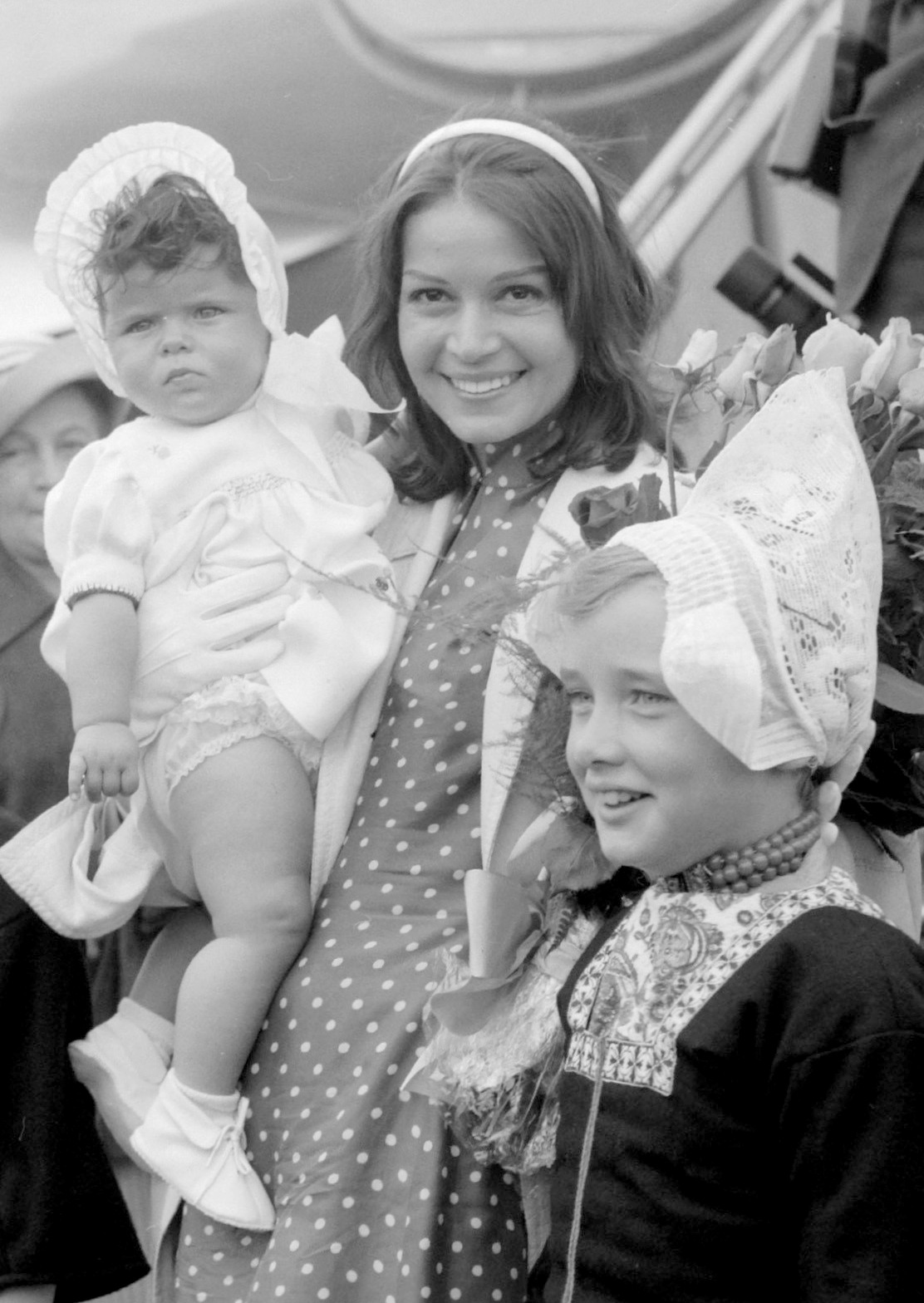
Bartok avec sa fille, Deana Jürgens (1958).

- Géza Kovács, soldat (1940–42) (mariage annulé)
- Alexander Paal, producteur (1948–51) (divorcée)
- Bill Wordsworth, producteur (1952–55) (divorcée)
- Curd Jürgens, acteur et réalisateur (1955–56) (divorcée)
- Dag Moline, producteur (1980-?) (divorcée)

Bartok a été mariée en 1944 à un officier hongrois nazi, Géza Kovács, jusqu'à ce que son mariage soit annulé après la Seconde Guerre mondiale, pour contrainte sur mineur.
Son second mari était le producteur Alexander Paal, un mariage blanc pour lui permettre de quitter la Hongrie en 1948. Ils divorcent en 1951.
Elle acquiert la nationalité britannique lors de son troisième mariage avec l'agent de publicité théâtrale anglais William « Bill » Wordsworth en 1952. Wordsworth était l'arrière-arrière-petit-fils du poète du même nom. Ce mariage s'est effondré, Bartok affirmant qu'elle l'avait abandonné un mois après leur mariage pour aller tourner un film à Rome en 1952, mais le divorce n'a été prononcé que le 7 mars 1955, Bartok n'ayant pas contesté la demande de Wordsworth.
Elle rencontre l'aristocrate britannique David Mountbatten, 3e marquis de Milford Haven, lors d'un dîner à Londres en 1952, et entame avec lui une relation très médiatisée qui durera plusieurs années. Romaine, marquise de Milford Haven, a cité Bartok dans sa demande de divorce. Mountbatten a joué un rôle important dans le gotha mondain londonien des années 1950, qui réunissait un mélange coloré d'aristocrates et d'arrivistes, comme l'ostéopathe Stephen Ward.
Sa relation avec Mountbatten a pris fin lorsque Bartok a entamé une relation avec l'acteur allemand Curd Jürgens, à l'occasion d'un film qu'ils ont tourné ensemble en Allemagne. Elle épouse Jürgens le 13 août 1955 à Schliersee, en Allemagne, au centre d'un grand intérêt médiatique ; c'est le troisième mariage de Jürgens. Ils divorcent le 6 novembre 1956. Peu après la fin de son mariage avec Jürgens, Bartok donne naissance à une fille, Deana, à Londres, le 7 octobre 1957,.
Trois décennies plus tard, Bartok a affirmé que le père biologique de Deana était en fait Frank Sinatra, à la suite d'une très brève liaison en 1956 avec lui, après la rupture du mariage de Sinatra avec Ava Gardner,. Bartok avait rencontré Frank Sinatra pour la première fois lors d'une fête alors qu'elle se trouvait à Hollywood en 1955 et qu'elle apparaissait dans le film Dix Mille Chambres à coucher, aux côtés de Dean Martin. Sinatra n'a jamais reconnu qu'il était le père de la jeune femme.
En 1980, Bartok épouse son cinquième mari, le producteur américain Dag Molin, et vit avec lui à Los Angeles jusqu'à leur divorce en 1983.

## Filmographie
- 1947 : Un prophète des champs (Mezei próféta) de Frigyes Bán : Boróka
- 1950 : Madeleine de David Lean : la fille (non créditée)
- 1951 : L'Inconnue des cinq cités (A Tale of Five Cities) de Emil-Edwin Reinert, Montgomery Tully, Wolfgang Staudte, Romolo Marcellini, Géza von Cziffra et Irma von Cube : Kathaline Telek
- 1952 : Le Corsaire rouge (The Crimson Pirate) de Robert Siodmak : Consuela
- 1952 : Enquête à Venise de Ralph Thomas (Venetian Bird)
- 1953 : Enquête dans l'espace (Spaceways) de Terence Fisher : Dr Lisa Frank
- 1953 : La Dernière Valse (de) (Der letzte Walzer) d'Arthur Maria Rabenalt : Baronne Vera Opalinski
- 1953 : Double Crime à minuit (en) (Park Plaza 605) de Bernard Knowles : Nadina Rodin
- 1954 : Cirque d'amour (de) (Rummelplatz der Liebe) de Kurt Neumann : Lilli
- 1954 : La Vie d'un journaliste (en) (Front Page Story) de Gordon Parry : Mrs Thorpe
- 1954 : Orient-Express de Carlo Ludovico Bragaglia : Roxane
- 1954 : Victoria et son hussard (de) (Viktoria und ihr Husar) de Rudolf Schündler : Viktoria
- 1954 : Les Chevaux de mon père (de) (Meines Vaters Pferde) de Gerhard Lamprecht : Pat
- 1955 : Rapt à Hambourg (en) (Break in the Circle) de Val Guest : Lisa
- 1955 : Un envoyé spécial (en) (Special Delivery) de John Brahm : Nicoline
- 1955 : Le Maître de poste (Dunja) de Josef von Báky : Dunja
- 1956 : Les Secrets du docteur Boronski (en) (The Gamma People) de John Gilling : Paula Wendt
- 1956 : La Merveilleuse Aventure (Durch die Wälder, durch die Auen) de Georg Wilhelm Pabst : Caroline Brand
- 1956 : Les Drogués (Ohne Dich wird es Nacht) de Curd Jürgens : Gina Bergold
- 1957 : Dix Mille Chambres à coucher (Ten Thousand Bedrooms) de Richard Thorpe : Maria Martelli
- 1958 : Le Médecin de Stalingrad (Der Arzt von Stalingrad) de Géza von Radványi : Capitaine Alexandra Kasalinskaja
- 1958 : Madeleine (de) (Madeleine Tel. 13 62 11) de Kurt Meisel : Madeleine
- 1959 : Opération Amsterdam (Operation Amsterdam) de Michael McCarthy : Anna
- 1959 : SOS Pacific de Guy Green : Maria
- 1959 : Douze Heures d'horloge (Ihr Verbrechen war Liebe) de Géza von Radványi : Barbara
- 1960 : Un étudiant est passé (Ein Student ging vorbei) de Werner Klingler : Gabriela von Holthüs
- 1960 : Derrière le rideau (en) (Beyond the Curtain) de Compton Bennett : Karin von Seefeldt
- 1960 : Ti aspetterò all'inferno (it) de Piero Regnoli : Danielle
- 1961 : C'est pas toujours du caviar (Es muß nicht immer Kaviar sein) de Géza von Radványi : Vera
- 1961 : Caviar sur canapé (Diesmal muß es Kaviar sein) de Géza von Radványi : Vera
- 1961 : La Vérité d'un mensonge (Unter Ausschluß der Öffentlichkeit) de Harald Philipp : Laura Beaumont
- 1962 : Agence matrimoniale Aurora (Eheinstitut Aurora) de Wolfgang Schleif : Eva Horn
- 1963 : Avventura al motel de Renato Polselli : Vera
- 1963 : Ferien wie noch nie (de) de Wolfgang Schleif
- 1964 : Six Femmes pour l'assassin (Sei donne per l'assassino) de Mario Bava : Comtesse Cristina Como
- 1966 : Sabina V'Hagvarim (he) (סבינה והגברים) de Peter Freistadt (he) : Sabina